# ГЕС Jílēibùlākè
ГЕС Jílēibùlākè (吉勒布拉克水电站) — гідроелектростанція на північному заході Китаю в провінції Сіньцзян. Входить до складу каскаду на річці Хабахе, правій притоці верхньої течії Іртишу, яка у нас відома як Чорний Іртиш. 
В межах проекту річку перекрили насипною греблею із бетонним облицюванням висотою 146 метрів, довжиною 474 метра та шириною по гребеню 8 метрів, яка потребувала 5,1 млн м3 матеріалу. Вона утримує водосховище з об’ємом 232 млн м3 (корисний об’єм 143 млн м3) та нормальним рівнем поверхні на позначці 752 метра НРМ. 
Пригреблевий машинний зал обладнали чотирма турбінами типу Френсіс загальною потужністю 160 МВт, які використовують напір у 110 метрів  та забезпечують виробництво 495 млн кВт-год електроенергії на рік.
Видач продукції відбувається по ЛЕП, розрахованій на роботу під напругою 220 кВ.